# Mor gifter sig (TV-serie)
Mor gifter sig är en svensk dramaserie baserad på Moa Martinsons roman med samma namn. Serien sändes i Sveriges Television mellan den 26 december 1979 och 6 februari 1980. Rollen som Hedvig spelades av Gurie Nordwall och rollen som Mia av Nina Ullerstam.

## Om serien
Serien regisserades av Per Sjöstrand. Den fotograferades av Erik Fägerwall och Fred Håkansson och klipptes av Ann-Ci Lifmark. Musiken komponerades av Bengt Ernryd. Serien gavs ut på DVD den 4 september 2013.

## Handling
Det är en berättelse baserad på Moa Martinsons egen barndom och serien utspelar sig kring år 1900. Då Mia är sju år flyttar hon och hennes mor till en man med vilken modern gifter sig. Det är en dröm som går i uppfyllelse eftersom modern Hedvig ensam försörjt sig och sin dotter som fabriksarbeterska i staden, inhyst hos släktingar. Nu kan de flytta till landet från stadens trångboddhet, till "huset med den vita verandan", men allt blir inte idyll för det. Äktenskapet är komplicerat; Mia och Hedvig står varandra mycket nära men det är inte helt enkelt för dem med allt de ska anpassa sig till i sin nya tillvaro.

## Rollista
- Gurie Nordwall – Hedvig
- Nina Ullerstam – Mia
- Hans Wigren – Albert
- Ulla Akselson – barnmorska
- Per Olof Albrektsson – doktor
- Brita Billsten
- Else-Marie Brandt – tant
- Curt Broberg – farbror
- Gösta Carlsson
- Jan de Laval – hjälpreda
- Märta Dorff – tant
- Brit Ångström – grannkvinna
- Sten Engborg – farfar
- Ulla-Bella Fridh – fru
- Berta Hall – fröken Andersson
- Åke Harnesk – bonde
- Inger Hayman – tant
- Sonya Hedenbratt – granne i Holmstad
- Folke Helleberg – trädgårdsmästare
- Birgitta Helling – grannkvinna
- Rut Hoffsten – bondhustru
- Pamela Holmberg – städare
- Jan Holmquist – Karlberg
- Olof Huddén – präst
- Barbro Kollberg – köpmanshustru
- Egon Lagerstedt – Stamp-Kalle, pantlånare
- Sten Ljunggren – Janne
- Stefan Ljungqvist – Schassen
- Sven Malmberg
- Anne Moberg – Hanna
- Raymond Nederström
- Bertil Norström – farbror
- Rebecca Pawlo – ung lärare
- Bo-Ivan Petersson – servitör
- Kerstin Rabe – hyresgäst
- Pia Rydvall – kvinna
- Hans Råstam – doktor
- Susanne Schelin – Olga
- Thore Segelström – lantbruksarbetare
- Lasse Strömstedt – dörrvakt
- Dora Söderberg – tant
- Sören Söderberg – Valdemar
- Aino Taube – farmor
- Stig Torstensson – bagare
- Rune Turesson – äldre man
- Tommy Wiggström – Alvar
- Inga-Lill Åhström – äldre kvinna
- Inga Ålenius – Sockersirupen